# Corropoli
Corropoli község (comune) Olaszország Abruzzo régiójában, Teramo megyében.

## Fekvése
A megye északkeleti részén fekszik. Határai: Alba Adriatica, Colonnella, Controguerra, Nereto, Sant’Omero,  és Tortoreto.

## Nevének eredete
Nevének eredetéről több hipotézis is létezik:
- Corriupum: patakok összefolyása
- Corrupulo: sziklás vidék
- Collerapoli, Collemrapulum: termékeny hegyvidék
- Core Polis: központi város

A legvalószínűbb azonban, hogy a latin Collis Ruppuliból ered, amelynek jelentése Ruppoli hegyei.

## Története
A régészeti leletek alapján a település területét már a neolitikumban lakták. Rómaiak által épített villák és templomok is felszínre kerültek az ásatások során. A Nyugatrómai Birodalom bukása után a longobárd Spoletói Hercegség, majd a normann Nápolyi Királyság része lett. Önálló községgé a 19. század elején vált, amikor a Nápolyi Királyságban felszámolták a feudalizmust.

## Népessége
A népesség számának alakulása:

## Főbb látnivalói
- Santa Maria di Mejulano-apátság
- Santa Maria degli Angeli-kolostor
- San Giuseppe-templom
- San Donato-templom
- Torre Campanaria – 15. századi harangtorony